# 亚历山大·巴克利
亚历山大·巴克利（英語：Alexander Barclay，1476年—1552年），文艺复兴时期欧洲英国翻译家、诗人。他的作品具有讽刺意味。其《田园诗》（1513年出版）是英国首部以田园诗作为体裁的诗集。

## 扩展阅读
- Chisholm, Hugh (编). .  (第11版). London: Cambridge University Press. 1911.